# Stanislav Orság
Stanislav Orság (* 27. června 1976 Šternberk) je český manažer a politik, od roku 2010 zastupitel a od ledna 2012 starosta Šternberka, v letech 2012 až 2016 zastupitel Olomouckého kraje. 

## Život
Narodil se v červnu 1976 ve Šternberku. Absolvoval místní Gymnázium Šternberk, po maturitě studoval jako hlavní specializaci podnikovou ekonomiku a management na Fakultě podnikohospodářské Vysoké školy ekonomické (vedlejší specializace psychologie a sociologie řízení firmy). Poté začal v roce 2001 pracovat na šternberském městském úřadě jako vedoucí odboru vnitřních věcí, v roce 2005 se stal euromanažerem a koncepčním analytikem a v roce 2007 pak vedoucím odboru kanceláře starosty města. V letech 2010 až 2012 působil jako jednatel vodohospodářské společnosti.

### Politické působení
V roce 2005 se stal členem ODS. V komunálních volbách v roce 2006 kandidoval na 4. místě kandidátní listiny ODS na funkci šternberského zastupitele. Nebyl zvolen, stal se ale druhým náhradníkem. V krajských volbách v roce 2008 poté neúspěšně kandidoval ze 46. místa kandidátní listiny ODS na funkci krajského zastupitele Olomouckého kraje. Tentýž rok figuroval na 6. místě kandidátní listiny ODS v Olomouckém kraji. Nebyl zvolen, stal se ale čtvrtým náhradníkem.
Poprvé zaznamenal úspěch v komunálních volbách v roce 2010, když byl ze 3. místa kandidátky ODS zvolen šternberským zastupitelem. V říjnu 2010 byl poté zvolen městským radním a v lednu 2012 pak starostou města. V krajských volbách v tomtéž roce pak úspěšně kandidoval z 8. místa kandidátní listiny ODS v Olomouckém kraji a stal se tak krajským zastupitelem. Ve sněmovních volbách v roce 2013 kandidoval na 6. místě kandidátky ODS v Olomouckém kraji, ale skončil jako osmý náhradník.
V komunálních volbách v roce 2014 obhájil jako lídr kandidátky ODS mandát obecního zastupitele a po volbách také funkci starosty města. V krajských volbách v roce 2016 již ale neobhájil mandát krajského zastupitele. Ve sněmovních volbách v roce 2017 neúspěšně kandidoval z 11. místa kandidátky ODS. O rok později však úspěšně v komunálních volbách obhájil mandát šternberského zastupitele a posléze opět také funkci starosty města. V krajských volbách v roce 2020 opět neúspěšně kandidoval na funkci krajského zastupitele. V komunálních volbách v roce 2022 nicméně opět obhájil jak mandát zastupitele města, tak následně i funkci šternberského starosty. Při své kandidatuře v krajských volbách v roce 2024 však opět neuspěl.